# 日内瓦裁减及限制军备会议
日内瓦裁减及限制军备会议（英語：Conference for the Reduction and Limitation of Armaments），又称为国际军缩会议、日内瓦会议、世界裁军会议，是1932年2月至1934年11月在瑞士日内瓦依照《国际联盟盟约》举办的以裁军为目的的国际会议。共有61个国家参与，大部分为国际联盟成员国，但也包括非成员国，如苏联和美国。此次会议未能成功，其中德国在希特勒上台后离开会议也退出了国际联盟，五年后第二次世界大战爆发。会议期间，中国代表颜惠庆与苏联代表李维诺夫会面，于1932年底恢复了两国的外交关系。